# L'Apologétique chrétienne devant la conscience moderne
 (août 2015).
Si vous disposez d'ouvrages ou d'articles de référence ou si vous connaissez des sites web de qualité traitant du thème abordé ici, merci de compléter l'article en donnant les références utiles à sa vérifiabilité et en les liant à la section « Notes et références ».
 (août 2015).
- Si vous ne connaissez pas le sujet, laissez ce bandeau (vous pouvez alors contacter les auteurs).
- Si vous supprimez le contenu mis en cause (vous pouvez préalablement contacter les auteurs),

argumentez précisément cette suppression dans la page de discussion
(un manque de référence n'est pas un argument ; une recherche réelle de référence doit avoir été effectuée, être formellement documentée).
L’Apologétique chrétienne devant la conscience moderne est une œuvre de Paul Lobstein, qui paraît en 1923, un an après sa mort.

## Résumé
Cet ouvrage peut être considéré comme le testament spirituel du professeur de Strasbourg. Dans un style tantôt lyrique, tantôt belliqueux, le doyen Lobstein offre une réflexion générale mais personnelle sur l'avenir du christianisme et les défis auxquels il sera inéluctablement confronté. 
Si la religion chrétienne est viable, si elle veut se légitimer comme la religion universelle et définitive, il faut qu'elle entre en contact et aux prises avec toutes les ambitions et toutes les prétentions de la morale irréligieuse ou areligieuse, de la sociologie, de l'esthétique. Il faut qu'elle accepte le défi de la théosophie, du spiritisme, de toutes les sectes et les chapelles créées par la crédulité ou par l'athéisme intolérant et persécuteur. Rien de ce qui est humain dans le monde infini des efforts matériels et moraux, des aspirations mystiques ou métaphysiques de notre race, n'est exclu de la lutte pour l'existence dans laquelle est engagé le christianisme.
Théologien sincère, je ne me livrerai jamais aux petites manœuvres frauduleuses ou simplement douteuses, qui, trop souvent, comme on l'a indiqué au début de cette étude, ont discrédité les apologistes fidèles de la maxime de la fin justifiant les moyens. Friponner et tricher pour la plus grande gloire de Dieu et de son Église, est un procédé que réprouve également la science et la foi, une tactique indigne de la vérité dans tous les domaines et sous toutes ses faces. L'enquête ouverte dans le grand procès instruit parallèlement ou contradictoirement par les forces spirituelles du siècle, me ménagera peut-être des surprises déconcertantes et douloureuses, n'importe : il faut le mener jusqu'au bout avec la plus scrupuleuse honnêteté. Cette affirmation posée et mise à l’abri de toutes atteintes, on peut se demander si, quel que soit d’ailleurs le verdict de la science, il y a des motifs d'espérance et de foi qui nous permettent d'envisager, avec calme et assurance, l'avenir de notre religion. 
L'âme du christianisme est douée d'une vitalité si merveilleuse, elle possède une souplesse et une flexibilité si admirable, sa faculté d'adaptation est si extraordinaire, qu'elle saura suivre aux transformations les plus radicales des individus et de la société. La variabilité infinie du christianisme est un gage certain de sa victoire incessante et de son triomphe final et définitif. Un coup d’œil sur les formes innombrables qu'il a revêtu dans l'espace et dans le temps, voire sur les altérations déplorables qu'il a subies autrefois comme de nos jours, suffit à montrer que, sous ces formes multiples et malgré ces funestes altérations, il a continué de vivre, de se propager, de porter des fruits authentiques et bénis. Son principe s'est maintenu et affirmé à l'encontre de toutes les défaites et de toutes les chutes, sa lumière, perçant les nuages les plus sombres, reparaissent après les éclipses les plus redoutables, inonde l'horizon de son éclat radieux et vainqueur. 
C'est dire que l'avenir du christianisme n'est pas lié à la transmission d'un dogme ou au maintien d'une constitution. Si notre religion consistait dans un corps de doctrines ou dans un code de lois, il y aurait lieu de trembler pour ses destinées futures ; on pourrait même prédire, à brève échéance, sa dissolution entière et sa ruine irréparable ; toute modification doctrinale, le moindre amendement apporté à sa législation minerait son existence déjà compromise et hâterait sa chute depuis longtemps préparée par l'évolution du passé ! Mais telle n'est pas la nature, tel n'est pas le caractère propre et constitutif du christianisme. La religion que Jésus nous a donné n'est pas une idée ou une règle, une formule ou un rite ; présente et agissante dans sa personne, elle est une vie, une force divine, une puissance salutaire et régénératrice. Il ne faut pas se demander si la chaîne des dogmes chrétiens conservera sa solidité et sa continuité, si l’Église restera fidèle à son programme traditionnel et subsistera dans ses cadres consacrés. Sur l'un et l'autre point, des révolutions auront peut-être lieu qui bouleverseront toutes nos constitutions et mettront à néant tous nos systèmes. 
Ce qui importe, c'est que l'esprit de Jésus-Christ continue de créer des âmes qui se nourrissent de son âme, de susciter des personnalités qui vivent de sa vie, d'engendrer des consciences dont il demeure l'agent intime et le souverain modèle. S'il est vrai que le règne de Dieu ne vient pas avec éclat, mais qu'il est en dedans de nous, n'arrêtons pas nos regards sur les docteurs et les pontifes, sur les représentants du culte officiel, sur les organisations qui imposent par leurs autorités et leur splendeur. Un souffle les renversera peut-être : ce n'est point dans cet ordre de grandeur que réside le secret de notre force et le gage assuré de notre avenir et de notre victoire. Le bien aura-t-il le dernier mot ? La réponse à cette question se confond avec celle de l'avenir de notre religion. 
Ainsi, l’intérêt que présente le problème de l'avenir du christianisme, partant des destinées futures de l'apologétique, se déplace, ou plutôt il se transforme. Il prend le caractère d'une obligation et nous impose un devoir, il se change en un appel à notre volonté et à notre conscience, il faut retomber d'aplomb sur nous-même une part de la responsabilité attachée à la défaite ou à la victoire du lendemain. 
L’enquête ouverte sur les chances de durée de notre religion est-elle déjà l'indice ou l'effet d'un affaiblissement de la foi et un affaiblissement de la vie religieuse ? Peut-être. Quoi qu'il en soit, souvenons-nous que le présent seul nous appartient. Mais le présent porte l'avenir dans ses flancs ; pour nous, l'éternité est renfermée dans la minute qui est à notre portée et dont nous sommes les maîtres, sachons donner à ce moment fugitif un contenu divin et une valeur impérissable. Ce qui, dans notre foi d’aujourd’hui, est juste et vrai, fort et bon, ne le sera pas moins dans deux mille siècles, alors même que la vérité aurait revêtu une forme que nous sommes incapables de soupçonner. «À chaque jour suffit sa peine », dit celui qui fait éprouver à nos âmes le sentiment de l'éternel et de l'absolu. Que cette parole soit notre mot d'ordre, elle nous donne la solution pratique du problème de l'avenir du christianisme ; par là même, elle confère à toute tentative d'apologétique chrétienne sa valeur et sa consécration suprême. 